# Barban–Davenport–Halberstams sats
Inom matematiken är Barban–Davenport–Halberstams sats ett resultat om primtalens fördelning i aritmetiska följder. Satsen säger följande:
Låt a vara ett heltal relativt primt till k och
{\displaystyle \vartheta (x;q,a)=\sum _{p\leq x\,;\,p\equiv a{\bmod {q}}}\log p\ }
vara analogin av Tjebysjovs funktion för aritmetiska följden a mod q. Då är
{\displaystyle \vartheta (x;q,a)={\frac {x}{\varphi (q)}}+E(x;q,a)\ }
där φ är Eulers fi-funktion och feltermen E är liten jämfört med x. Vi definierar summan av kvadraterna av felteremrna:
{\displaystyle V(x,Q)=\sum _{q\leq Q}\sum _{a{\bmod {q}}}|E(x;q,a)|^{2}\ .}
Då gäller
{\displaystyle V(x,Q)=O(Qx\log x)+O(x^{2}(\log x)^{-A})\ }
för {\displaystyle 1\leq Q\leq x} och varje positivt A.
Denna form av satsen bevisades av Gallagher. Resultatet av Barban gäller enbart för {\displaystyle Q\leq x(\log x)^{-B}} för något B som beror på A, och resultatet av Davenport–Halberstam för B = A + 5.